# Katholieke Kerk in Gambia
De Katholieke Kerk in Gambia is een onderdeel van de wereldwijde Katholieke Kerk, onder het geestelijk leiderschap van de paus en de curie in Rome.
Katholiek missiewerk werd in 1848 door paters van de H. Geest ter hand genomen vanuit Senegal. Bij de onafhankelijkheid in 1965 waren er ruim 5500 katholieken en 1200 doopleerlingen. In de jaren 1970 had de missie de zorg voor 33 scholen met 3000 leerlingen.
In 2005 waren ongeveer 34.000 (2%) inwoners van Gambia katholiek. De landsgrenzen vallen samen met het bisdom Banjul. De bisschoppen zijn lid van de bisschoppenconferentie van Gambia en Sierra Leone. President van de bisschoppenconferentie is Patrick Daniel Koroma, bisschop van Kenema. Verder is men lid van de Association of the Episcopal Conferences of Anglophone West Africa en de Symposium des Conférences Episcoaples d’Afrique et de Madagascar.
Apostolisch nuntius voor Gambia is aartsbisschop Walter Erbì, die tevens nuntius is voor Liberia en Sierra Leone.
In 1992 bezocht paus Johannes Paulus II Gambia.

## Bisdom

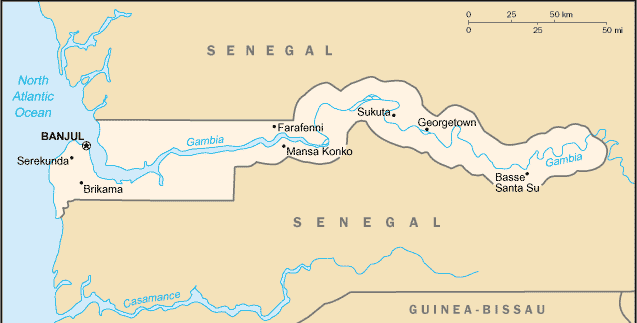
Gambia

De grenzen van het bisdom Banjul vallen samen met de grenzen van Gambia. Het bisdom valt direct onder de Heilige Stoel.

## Nuntius
- Apostolisch delegaat
  - Aartsbisschop Girolamo Prigione (1975 – 28 april 1976)
  - Aartsbisschop Giuseppe Ferraioli (14 juni 1976 – 28 augustus 1979)
- Apostolisch pro-nuntius
  - Aartsbisschop Johannes Dyba (25 augustus 1979 – 1 juni 1983)
  - Aartsbisschop Romeo Panciroli (6 november 1984 – 18 maart 1992)
  - Aartsbisschop Luigi Travaglino (4 april 1992 – 2 mei 1995)
- Apostolisch nuntius
  - Aartsbisschop Antonio Lucibello (8 september 1995 – 27 juli 1999)
  - Aartsbisschop Alberto Bottari de Castello (18 december 1999 – 1 april 2005)
  - Aartsbisschop George Antonysamy (4 augustus 2005 – 21 november 2012)
  - Aartsbisschop Mirosław Adamczyk (8 juni 2013 – 12 augustus 2017)
  - Aartsbisschop Dagoberto Campos Salas (17 augustus 2018 – 14 mei 2022)
  - Aartsbisschop Walter Erbì (sinds 30 november 2022)